# Efferia rufipes
Efferia rufipes este o specie de muște din genul Efferia, familia Asilidae. A fost descrisă pentru prima dată de Macquart în anul 1838. Conform Catalogue of Life specia Efferia rufipes nu are subspecii cunoscute.